# Mehrerauer Kongregation

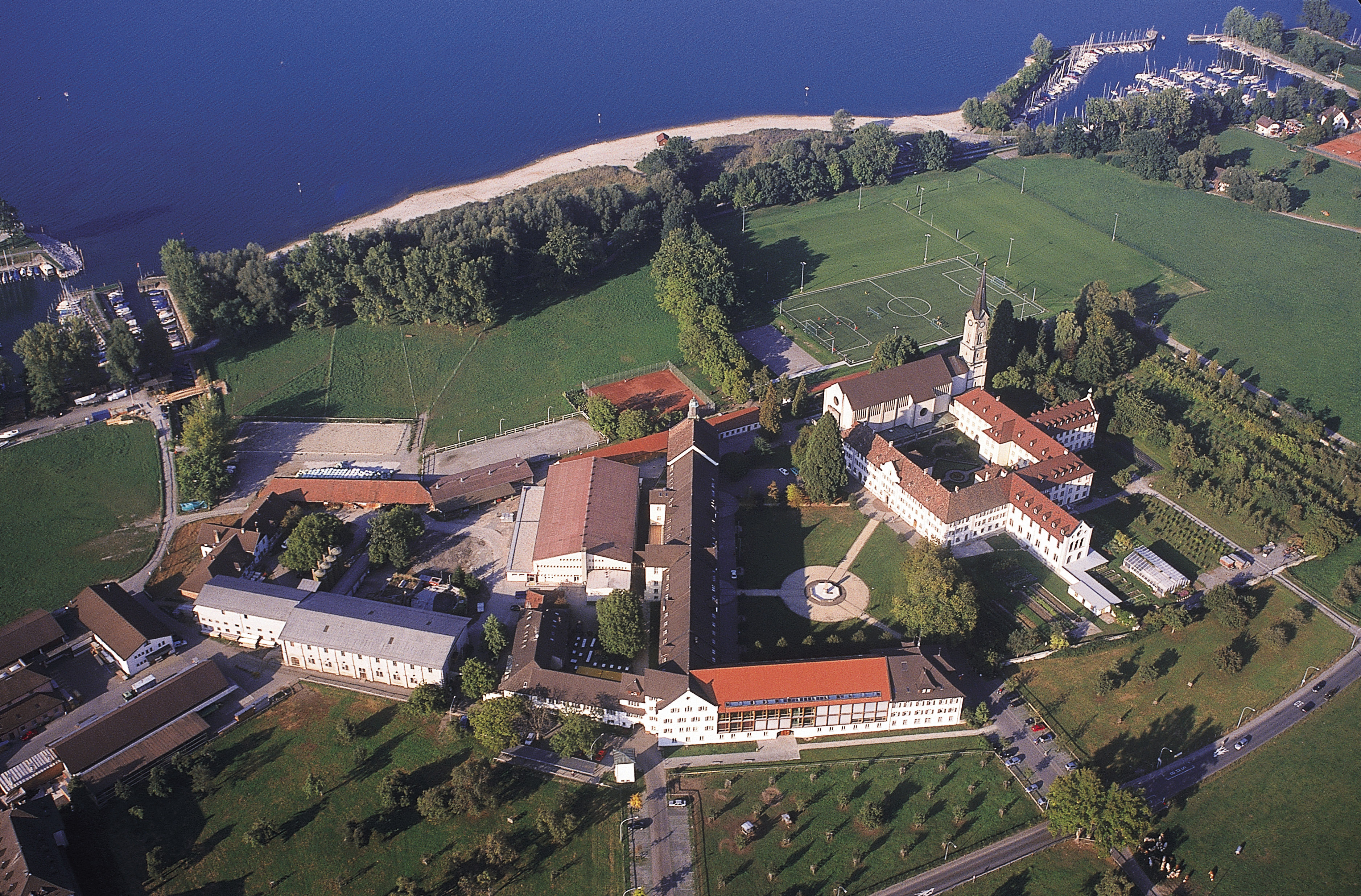
Die Abtei Wettingen-Mehrerau, Stammkloster der Zisterzienserkongregation von Mehrerau

Die Mehrerauer Kongregation, offizieller Name: Zisterzienserkongregation von Mehrerau (lat. Congregatio Augiensis) ist ein weltweiter Zusammenschluss, eine Kongregation, von mehreren selbstständigen Klöstern (mit drei Prioraten) des Zisterzienserordens unter Führung eines Mutterklosters, der Territorialabtei Wettingen-Mehrerau. Ein Vorläufer der Mehrerauer Kongregation war die Oberdeutsche Zisterzienserkongregation.

## Geschichte

### Vorgeschichte
Das in Mehrerau bei Bregenz, Österreich, gelegene Kloster wurde von den aus der Schweiz vertriebenen Mönchen des Klosters Wettingen besiedelt.
Die Geschichte der Kongregation geht auf die Oberdeutsche Zisterzienserkongregation, die während der Säkularisierung 1803 aufgelöst wurde und auf 1806 die gegründete Schweizerischen Kongregation. Als die Abtei Marienstatt 1888 wieder gegründet wollte man die ehemaligen Kongregationen wieder aufleben lassen. Abt Maurus Kalkum erbat zusammen mit dem Bischof von Limburg die Bestätigung der Restauration durch den Heiligen Stuhl.
Die Mehrerauer Kongregation entstand, als sich die Abteien Wettingen-Mehrerau und Marienstatt, deren Tochterklöster sowie die Wettingen-Mehrerau unterstellten Schweizer Frauenklöster von der Österreichischen Zisterzienserkongregation ablösten und eine eigene Kongregation bildeten. Dies geschah auf dem Generalkapitel des Ordens am 17. Juni 1891 in Wien. Die Klöster verließen daraufhin die Österreich-Ungarische Zisterzienserkongregation.

### Seit dem bestehen
Mit der Zeit schlossen sich mehrere Klöster der Kongregation an. Jedoch verlor die Kongregation auch Klöster durch die Gründung der Brasilianischen Zisterzienserkongregation 1961 und durch die Polnische Zisterzienserkongregation 1953. Zudem wurden einige Klöster der Kongregation, wie beispielsweise das Kloster Himmerod, aufgelöst.

## Abtpräses
Abtpräses der Kongregation ist immer der Abt der Territorialabtei Wettingen-Mehrerau, seit 2018 Abt Vinzenz Wohlwend OCist. Ein Vorschlag, diese Regelung zugunsten eines gewählten Abtpräses aufzugeben, wurde auf dem Kongregationskapitel 2006 fast einstimmig abgelehnt.
Als Abt einer Territorialabtei (Abbatia territorialis) ist der regierende Abt von Mehrerau vollberechtigtes Mitglied der Österreichischen Bischofskonferenz. Die Ordenszeitschrift Cistercienser Chronik wird von der Abtei Wettingen-Mehrerau vertreten durch den jeweiligen Abt herausgegeben.

## Klöster
Die Kongregation besteht aus sechs Männerabteien und zwei Prioraten und 12 Frauenabteien mit einem Konventualpriorat des Zisterzienserordens.

### Deutschland
- Abtei Lichtenthal, Baden-Baden
- Abtei Marienstatt, Streithausen/Westerwald
- Abtei Oberschönenfeld, Gessertshausen
- Abtei St. Josef, Thyrnau
- Abtei Waldsassen, Waldsassen
- Priorat Birnau, Uhldingen-Mühlhofen

### Italien
- Abtei Mariengarten, St. Pauls, Südtirol[4]
- Priorat Meran-Untermais, Meran, Südtirol

### Österreich
- Abtei Mariastern-Gwiggen, Hohenweiler
- Abtei Marienfeld, Maria Roggendorf
- Abtei Stams, Stams

### Tschechien
- Abtei Porta Coeli, Předklášteří (Konventualpriorat)

### Schweiz
- Abtei Mariazell-Wurmsbach, Bolligen
- Abtei Eschenbach, Eschenbach LU
- Abtei Magerau, Freiburg im Üechtland
- Abtei Frauenthal, Hagendorn in Cham im Kanton Zug.
- Abtei Hauterive, Posieux
- Abtei Magdenau, Degersheim-Wolfertswil

### Slowenien
- Abtei Sticna, Ivancna Gorica